# Клан Клінтон

Герб англійських баронів Клінтон.

Клан Клінтон (ірл. – Clan Clinton, Clan MacClinton) – клан МакКлінтон – один з ірландських кланів англо-саксонського походження. Клан виник в Ірландії на землях нинішнього графства Лаут, куди переселився англо-саксонський лицар Клінтон після англо-норманського завоювання Ірландії разом з армією Джона де Курсі у 1180 році. 
У часи громадянської війни на Британських островах був відомий Вільям Клінтон, що підтримав роялістів. Він жив в графстві Лонгфорд, Ірландія. Вважається, що він переселився в Ірландію у 1650 році і походить від англійського роду Клінтон з Оксфордшира. Його син Чарльз вирішив не лишатися в Ірландії і переселився в Америку в 1729 році з групою однодумців.
Найбільше людей з клану Клінтон в Ірландії жило в графстві Лаут. Вони втратили свої землі, коли Олівер Кромвель вогнем і мечем придушував ірландське повстання. Серед землевласників у яких відібрали землю був Стівен Клінтон з Клінтонтауна. Крім цього клану Клінтон був ще в графстві Даун клан МакКлінтон або МакКлінток. Вважається, що цей клан переселився в Ірландію з Шотландії у XVI столітті. Не ясно чи споріднені між собою клани Клінтон і МакКлінтон і в якій степені обидва ці клани споріднені з шляхетським англійським родом Клінтон та з англійськими баронами Клінтон. Багато з цих людей з кланів Клінтон та МакКлінтон переселилися в XVIII – XIX століттях в Америку. 
Найдавніші згадки про людей з роду Клінтон знаходять в Англії. В Оксфордширі жив рід, що називався Глімптон (англ. – Glympton). Назва походить від назви річки Глім на березі якої вони жили. Назва річки кельтська. Назву можна перекласти як «яскравий потік». Так, що можливо, рід Клінтон має не англо-саксонське, а кельтське походження – походив від бритів, що населяли ці землі ще до приходу англо-саксів. Крім Глінтонів, що жили в Оксфоррдширі були ще Глінтони з Кембриджширу, яких записали у 1060 році як Клінтон. Їхнє прізвище було співзвучне зі староанглійським Глінд (Glinde) – огорожа. Титул барона та пера Англії Клінтони отримали в 1298 році. 
В Англії рід Клінтон з Оксфордшира був впливовим шляхетним родом, що грав суттєву роль в англійській політичному житті з XII по XIX століття. Джеффрі де Клінтон був камергером короля Англії Генріха I і побудував замок Кенілворт у Воркширі. Вільям Клінтон був лорд-адміралом Англії в 1333 році. Сім поколінь по тому, Едвард Клінтон отримав той же титул в часи королеви Англії Єлизавети І. Королева Єлихавета нагородила Едварда Клінтона титулом лорд Лінкольн. Його нащадок Генрі Клінтон став II герцогом Ньюкасл в 1768 році.
Але доля цього роду була особливо трагічною в вікторіанську епоху. Лорду Генрі Клінтону довелося тікати з країни через його картярські борги (тільки потім він врятував себе шлюбом з багатою спадкоємицею). У цей час як його брат лорд Артур Клінтон вчинив самогубство після того, як він був втягнутий в гучному судову справу, де були зачитані його особисті листи. 
Переїхавши в Америку як ірландські так і англійські Клінтони показали себе яскравими особистостями. З англійських Клінтонів був відомий Джордж Клінтон – губернатор колонії Нью-Йорк у 1743 – 1753 роках та його син Генрі, що служив офіцером в англійській армії в часи війни за незалежність США. Потім він виїхав в Англію. Відомий ірландський Чарльз Клінтон, що оселився на півночі колонії Нью-Йорк. Його молодший син Джордж Клінтон був американським генералом в часи війни за незалежність і прославився як герой і борець за незалежність США. У 1783 році він пліч-о-пліч з Дж. Вашингтоном ввійшли з американською армією в Нью-Йорк. Його племінник ДеВітт Клінтон будував канал Ері, що виявився великим комерційним успіхом. 
У Північній Кароліні є місто Клінтон, назване на честь Річарда Клінтона – офіцера часів війни за незалежність США. Він був сином Джона Сампсона та Рахінль Клінтон, які приїхали в Америку з Ірландії. Річард Клінтон успадкував маєтки Сампсонів і Клінтонів у 1762 році. 
Президент США Білл Клінтон походить від ірландських Клінтонів.